# Waringsches Problem
Das Waringsche Problem ist ein Problem der Zahlentheorie. Es verallgemeinert den Vier-Quadrate-Satz, der besagt, dass jede natürliche Zahl als Summe von vier Quadratzahlen dargestellt werden kann.
In seinem Werk Meditationes algebraicae (1770) stellte Edward Waring die Vermutung auf, dass es für jeden Exponenten eine solche gemeinsame Summandenanzahl geben müsse. Das Waringsche Problem gilt heute als gelöst.

## Das Waringsche Problem

### Formulierung
Zu jedem natürlichen Exponenten {\displaystyle k\in \mathbb {N} } existiert eine natürliche Zahl {\displaystyle g(k)\in \mathbb {N} } derart, dass jede Zahl {\displaystyle n\in \mathbb {N} } als Summe von höchstens {\displaystyle g(k)} {\displaystyle k}-ten  Potenzen dargestellt werden kann, also eine Darstellung der Form
{\displaystyle n={a_{1}}^{k}+{a_{2}}^{k}\cdots +{a_{g}}^{k}}
mit natürlichen Zahlen {\displaystyle g,\ a_{1},a_{2},\dots ,a_{g}\in \mathbb {N} } besitzt, wobei {\displaystyle g\leq g(k)} ist.

### Erläuterungen
Darüber hinaus wird dann üblicherweise nach der kleinsten derartigen Zahl {\displaystyle g(k)} gefragt. Beispielsweise besagt der Vier-Quadrate-Satz, dass jede natürliche Zahl durch eine Summe von vier Quadratzahlen darstellbar ist, also {\displaystyle g(2)\leq 4}. Da, wie die Zahl {\displaystyle 7=2^{2}+1^{2}+1^{2}+1^{2}} zeigt, drei Quadrate nicht immer genügen, muss {\displaystyle g(2)\geq 4} sein, insgesamt also {\displaystyle g(2)=4}.
Während man also 4 Quadrate für die Zahl 7 benötigt, sind 9 Kubikzahlen für die Zahl 23 erforderlich und 19 vierte Potenzen für die Zahl 79. Waring vermutete, dass diese Werte die höchstmöglichen sind, also {\displaystyle g(2)=4,g(3)=9} und {\displaystyle g(4)=19}.

## Lösungen für kleine Exponenten
Warings Vermutung wurde 1909 von David Hilbert bewiesen. Die Aussage wird deshalb manchmal auch als Satz von Waring-Hilbert bezeichnet. Der Hilbertsche Beweis wurde 1912 durch Robert Remak und Erik Stridsberg vereinfacht.
Einen elementaren Beweis für das Waringsche Problem, der andere Ideen als Hilbert nutzte, lieferte 1942 Juri Wladimirowitsch Linnik mithilfe von Ergebnissen von Lew Schnirelman.
k = 2Durch den Vier-Quadrate-Satz ist {\displaystyle g(2)=4} bewiesen.
k = 3Dass {\displaystyle g(3)=9} ist, wurde in den Jahren 1909 bis 1912 von Arthur Wieferich und Aubrey J. Kempner (1880–1973) bewiesen. Edmund Landau konnte ebenfalls bereits im Jahr 1909 zeigen, dass nur endlich viele natürliche Zahlen neun Kuben benötigen, jede hinreichend große Zahl also als Summe von acht Kuben darstellbar ist, und Leonard E. Dickson fand 1939, dass 23 und 239 die beiden einzigen Zahlen sind, die tatsächlich neun Kuben benötigen. Schon Arthur Wieferich vermutete, dass tatsächlich nur 15 Zahlen acht und nur 121 Zahlen sieben Kuben benötigen. Heute wird allgemein angenommen, dass man nur für Zahlen ≤ 454 acht Kuben (oder neun für 23 und 239), für Zahlen ≤ 8.042 sieben Kuben und für Zahlen ≤ 1.290.740 sechs Kuben benötigt, alle hinreichend großen Zahlen also als Summe von fünf Kuben darstellbar sind.
Den Beweis des Sieben-Kuben-Satzes konnte als erster 1941 Juri Linnik führen, von George Leo Watson wurde er 1951 deutlich vereinfacht.
k = 4{\displaystyle g(4)=19} wurde 1986 von Ramachandran Balasubramanian, François Dress und Jean-Marc Deshouillers gezeigt. Bereits seit 1939 weiß man außerdem, dass jede hinreichend große Zahl als Summe von 16 Biquadraten darstellbar ist, die Menge der Zahlen, die tatsächlich 17, 18 oder 19 vierte Potenzen benötigen, also endlich ist. Dieser Wert kann nicht verbessert werden.
k = 5 ... 7{\displaystyle g(5)=37} wurde im Jahr 1964 von Chen Jingrun nachgewiesen.
{\displaystyle g(6)=73} wurde im Jahr 1940 von S. Sivasankaranarayana Pillai gezeigt, sowie
{\displaystyle g(7)=143} wurde im Jahr 1937 von Leonard E. Dickson gezeigt.

## Allgemeine Lösung
Durch die Arbeiten von Leonard Dickson, Pillai, R. K. Rubugunday und Ivan M. Niven sind nun alle anderen {\displaystyle g(k)} ebenfalls bekannt.
{\displaystyle g(k)={\begin{cases}\left\lfloor \left({\frac {3}{2}}\right)^{k}\right\rfloor +2^{k}-2&{\text{ für }}k\leq 6{\text{ oder }}3^{k}-2^{k}+2<(2^{k}-1)\left\lfloor \left({\frac {3}{2}}\right)^{k}\right\rfloor \\\left\lfloor \left({\frac {3}{2}}\right)^{k}\right\rfloor +\left\lfloor \left({\frac {4}{3}}\right)^{k}\right\rfloor +2^{k}-c_{k}&{\text{ für }}k>6{\text{ und }}3^{k}-2^{k}+2\geq (2^{k}-1)\left\lfloor \left({\frac {3}{2}}\right)^{k}\right\rfloor \end{cases}}},
wobei {\displaystyle c_{k}\in \{2,3\}} und {\displaystyle \textstyle c_{k}=2\Leftrightarrow \left\lfloor \left({\frac {3}{2}}\right)^{k}\right\rfloor \cdot \left\lfloor \left({\frac {4}{3}}\right)^{k}\right\rfloor +\left\lfloor \left({\frac {3}{2}}\right)^{k}\right\rfloor +\left\lfloor \left({\frac {4}{3}}\right)^{k}\right\rfloor =2^{k}}.
Es wird vermutet, dass der zweite Fall für kein {\displaystyle k} auftritt. Die Bedingung für den ersten Fall ist für alle {\displaystyle 6\leq k\leq 200.000} erfüllt und es ist bekannt, dass es höchstens endlich viele {\displaystyle k} geben kann, für die der zweite Fall überhaupt in Frage käme. Sollte sich diese Vermutung bestätigen, so könnte man obige Formel zu
{\displaystyle g(k)=\left\lfloor \left({\frac {3}{2}}\right)^{k}\right\rfloor +2^{k}-2}
vereinfachen.
```
k    1 2 3  4  5  6   7   8   9   10 …
g(k) 1 4 9 19 37 73 143 279 548 1079 …
```

(Folge A002804 in OEIS)
Für größere {\displaystyle k} kann die Anzahl auch mit {\displaystyle g(k)\approx 2^{k}} abgeschätzt werden.

## Kleinste Zahl a(k)
Die jeweils kleinste Zahl {\displaystyle a(k),} die im Waringschen Problem die maximale Anzahl {\displaystyle g(k)} an Summanden benötigt, ist für kleine {\displaystyle k}:
```
k    1 2  3  4   5   6    7    8     9    10 …
g(k) 1 4  9 19  37  73  143  279   548  1079 …
a(k) 1 7 23 79 223 703 2175 6399 19455 58367 …
```

(Folge A018886 in OEIS)
Beispiel für {\displaystyle k=3}: Demnach ist jede Zahl als Summe von 9 Dreierpotenzen (Kuben) darstellbar. 23 ist die kleinste Zahl, die nicht als Summe von weniger als 9 Kuben dargestellt werden kann, es ist {\displaystyle 23=2^{3}+2^{3}+1^{3}+1^{3}+1^{3}+1^{3}+1^{3}+1^{3}+1^{3}}.